# جنك فارسي

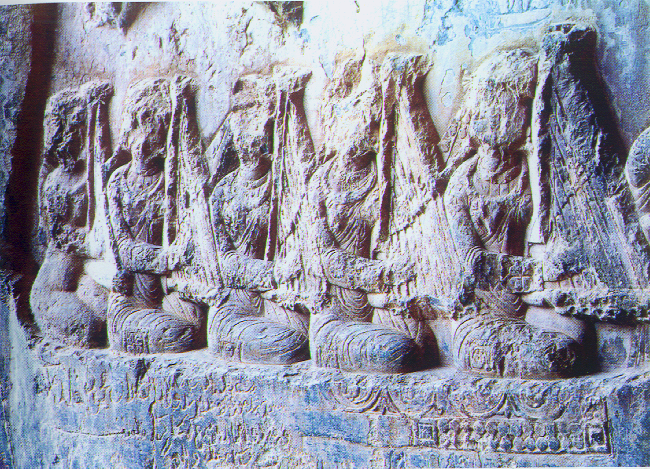
منقوشة طاق بستان. نساء يعزفن على الجنوك بينما يقف الملك في قارب ممسكًا بقوسه وسهامه، من الدولة الساسانية في القرن السادس.

الجَنْك الفارسي (بالفارسية: چَنْگ) هي آلة وترية فارسية، وهي جنك زاويّ [الإنجليزية] عمودي. لقد كانت شائعة جدًا واستخدمت على نطاق واسع خلال العصور القديمة لبلاد فارس، خاصة خلال عهد الأسرة الساسانية حيث كانت تُعزف غالبًا في بلاط الشاه. كما عُزف عليها حتى القرن التاسع عشر في الدولة العثمانية لكنها اختفت منذ ذلك الحين من الموسيقى الشعبية التركية.